# Chlorospatha
Chlorospatha, biljni rod iz porodice kozlačevki smješten u tribus Caladieae, dio potporodice Aroideae. 
Postoji 70 vrsta u Južnoj i Srednjoj Americi, od Kostarike preko Paname i Kolumbije do Ekvadora. To je maleno do srednje kopneno bilje s mliječnim lateksom u vlažnoj tropskoj šumi; na šumskom tlu, i dobro zasjenjenim koritima potoka ili u močvarnim područjima. 

## Vrste
1. Chlorospatha amalfiensis Croat & L.P.Hannon
2. Chlorospatha antioquiensis Croat & L.P.Hannon
3. Chlorospatha atropurpurea (Madison) Madison
4. Chlorospatha bayae Croat & L.P.Hannon
5. Chlorospatha besseae Madison
6. Chlorospatha betancurii Croat & L.P.Hannon
7. Chlorospatha bogneri Croat & L.P.Hannon
8. Chlorospatha boosii Croat & L.P.Hannon
9. Chlorospatha bullata Croat & L.P.Hannon
10. Chlorospatha caldasensis Croat & L.P.Hannon
11. Chlorospatha caliensis Croat & L.P.Hannon
12. Chlorospatha callejasii Croat & L.P.Hannon
13. Chlorospatha carchiensis Croat & L.P.Hannon
14. Chlorospatha castula (Madison) Madison
15. Chlorospatha cedralensis Croat & L.P.Hannon
16. Chlorospatha chocoensis Croat & L.P.Hannon
17. Chlorospatha cogolloi Croat & L.P.Hannon
18. Chlorospatha congensis Croat & L.P.Hannon
19. Chlorospatha corrugata Bogner & Madison
20. Chlorospatha croatiana Grayum
21. Chlorospatha cutucuensis Madison
22. Chlorospatha dodsonii (G.S.Bunting) Madison
23. Chlorospatha engleri Croat & L.P.Hannon
24. Chlorospatha feuersteiniae (Croat & Bogner) Bogner & L.P.Hannon
25. Chlorospatha gentryi Grayum
26. Chlorospatha giraldoi Croat & L.P.Hannon
27. Chlorospatha grayumii Croat & L.P.Hannon
28. Chlorospatha hammeliana Grayum & Croat
29. Chlorospatha hannoniae Croat
30. Chlorospatha hastata Croat & L.P.Hannon
31. Chlorospatha hastifolia Bogner & L.P.Hannon
32. Chlorospatha huilensis Croat & L.P.Hannon
33. Chlorospatha ilensis Madison
34. Chlorospatha jaramilloi Croat & L.P.Hannon
35. Chlorospatha kolbii Engl.
36. Chlorospatha kressii Grayum
37. Chlorospatha lehmannii (Engl.) Madison
38. Chlorospatha limonensis Croat & L.P.Hannon
39. Chlorospatha litensis Croat & L.P.Hannon
40. Chlorospatha longiloba Croat & L.P.Hannon
41. Chlorospatha longipoda (K.Krause) Madison
42. Chlorospatha luteynii Croat & L.P.Hannon
43. Chlorospatha macphersonii Croat & L.P.Hannon
44. Chlorospatha maculata Croat & L.P.Hannon
45. Chlorospatha mansellii Croat & L.P.Hannon
46. Chlorospatha minima Zuluaga & Muñoz-Castillo
47. Chlorospatha mirabilis (W.Bull) Madison
48. Chlorospatha morae Croat & L.P.Hannon
49. Chlorospatha munchiquensis Croat & L.P.Hannon
50. Chlorospatha nambiensis Croat & L.P.Hannon
51. Chlorospatha narinoensis Croat & L.P.Hannon
52. Chlorospatha nicolsonii Croat & L.P.Hannon
53. Chlorospatha noramurphyae Croat & L.P.Hannon
54. Chlorospatha oblongifolia Croat & L.P.Hannon
55. Chlorospatha planadensis Croat & L.P.Hannon
56. Chlorospatha plowmanii (Madison) Croat & L.P.Hannon
57. Chlorospatha portillae Croat & L.P.Hannon
58. Chlorospatha pubescens Croat & L.P.Hannon
59. Chlorospatha queremalensis Croat & L.P.Hannon
60. Chlorospatha ricaurtensis Croat & L.P.Hannon
61. Chlorospatha risaraldensis Croat & L.P.Hannon
62. Chlorospatha sagittata Croat & L.P.Hannon
63. Chlorospatha silverstonei Zuluaga & Muñoz-Castillo
64. Chlorospatha sizemoreae Croat & L.P.Hannon
65. Chlorospatha stellasarreae Croat & L.P.Hannon
66. Chlorospatha sucumbensis Croat & L.P.Hannon
67. Chlorospatha timbiquensis Croat & L.P.Hannon
68. Chlorospatha tokioensis Croat & L.P.Hannon
69. Chlorospatha yatacuensis Croat & L.P.Hannon
70. Chlorospatha yaupiensis Croat & L.P.Hannon

## Sinonimi
- Caladiopsis Engl.